# Puig de la Creu (Canavelles)
El Puig de la Creu és una muntanya de 1.553,8 metres d'altitud del límit dels termes comunals d'Aiguatèbia i Talau i Canavelles, a la comarca del Conflent, de la Catalunya del Nord.
És al nord-oest del terme, al límit amb Aiguatèbia i Talau. És el punt més alt del Serrat del Cortal. És al nord del poble de Llar.